# Креатин

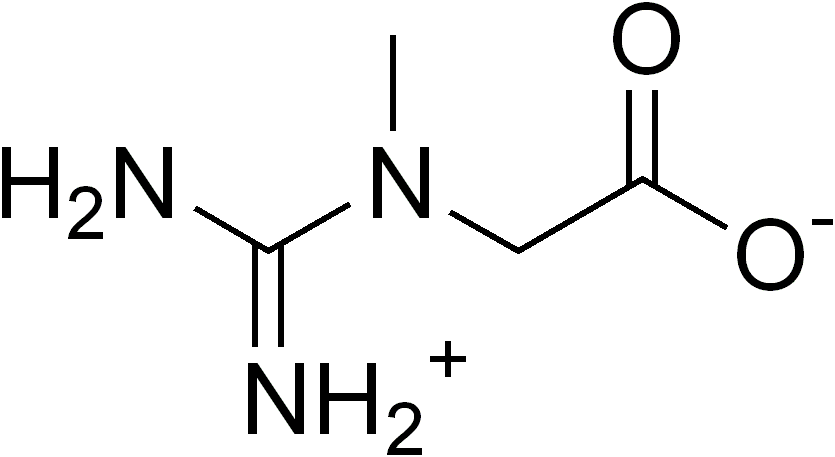
Креатин, C_{4}H_{9}N_{3}O_{2}

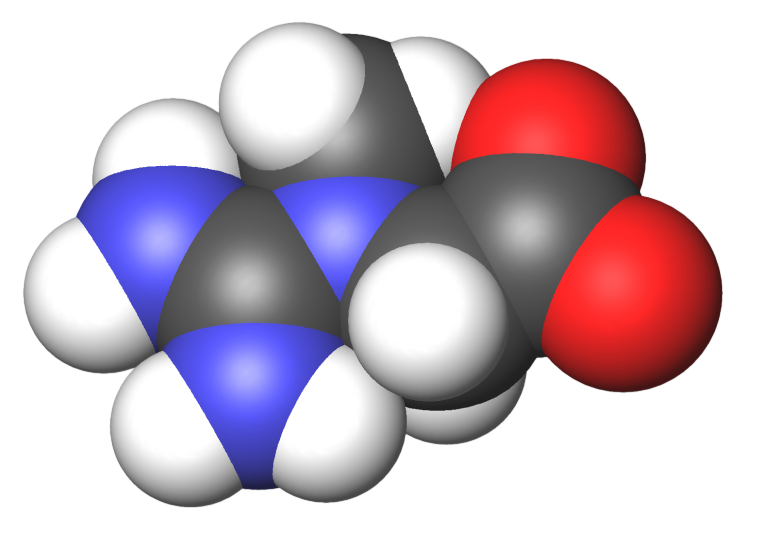
2-(метилгуанидино)-этановая кислота, M_{r}=131.13 g/mol

Креати́н (от др.-греч. κρέας (род. п. κρέατος) «мясо») — азотсодержащая карбоновая кислота, которая встречается в организме позвоночных. Участвует в энергетическом обмене в мышечных и нервных клетках. Креатин был выделен в 1832 году Шеврёлем из скелетных мышц.
Креатин чаще всего используется для повышения эффективности физических нагрузок и увеличения мышечной массы у спортсменов и пожилых людей. Существуют научные исследования, поддерживающие использование креатина для улучшения спортивной активности молодых и здоровых людей во время кратковременной интенсивной активности, например, в спринте. В США большинство добавок для спортивного питания содержат креатин.

## Роль в метаболизме
Для синтеза креатина необходимы три аминокислоты (глицин, аргинин и метионин), а также три фермента (L-аргинин: глицин-амидинотрансфераза, гуанидинацетат-метилтрансфераза и метионин-аденозилтрансфераза). У всех позвоночных и некоторых беспозвоночных креатин образуется из креатинфосфата ферментом креатинкиназой. Наличие такого энергетического запаса сохраняет насыщенность АТФ/АДФ на достаточном уровне в тех клетках, где необходимы высокие концентрации АТФ. Высокоэнергетические фосфатные запасы в клетках находятся в форме фосфокреатина или фосфоаргинина. Фосфокреатинкиназная система работает в клетке как внутриклеточная система передачи энергии от тех мест, где энергия запасается в виде АТФ (митохондрия и реакции гликолиза в цитоплазме) к тем местам, где требуется энергия (миофибриллы в случае мышечного сокращения, саркоплазматический ретикулум, для накачивания ионов кальция и во многих других местах). Кофеин не разрушает молекулы креатина. Но отчасти они действуют противоположно друг другу — креатин накапливает жидкость в организме, создавая эффект гипергидратированной клетки, а кофеин действует как мочегонное, и при должной порции препятствует этому эффекту.

## Влияние креатина на силу сокращения сердечной мышцы
Изучение молекулярного механизма нарушения сократимости сердца при инфаркте миокарда привело к выводам, не укладывающимся в общепринятые представления об энергетическом обмене сердца. В результате научных исследований выяснилось, что одним из неизвестных ранее регуляторов силы сокращения сердечной мышцы является креатин. Это открытие было сделано Е. И. Чазовым и внесено в Государственный реестр научных открытий СССР под № 187 с приоритетом от 6 ноября 1973 г.

## Формы креатина
Формы креатина современная фармакология выделяет следующие:
- Креалкалин (Kre-Alkalyn)
- Креатин безводный (Creatine anhydrous)
- Креатин альфа-кетоглютарат
- Креатин гидрохлорид (Con-cret)
- Креатин ГМБ (Creatine HMB)
- Креатин моногидрат (Creatine monohydrate)[9]
- Креатин тартрат (Creatine tartrate)
- Креатин титрат (creatine titrate)
- Креатин фосфат (Creatine phosphate)
- Креатин цитрат (Creatine citrate)
- Трикреатин малат (Tri-Creatine Malate)
- Дикреатин малат (2-Creatine malate)
- Магниевый креатин (Magnesium creatine)
- Этиловый эфир креатина

Креатин выпускается в виде таблеток, порошка или пилюль и может быть жидким, шипучим или жевательным.